# Chalcosiopsis
Chalcosiopsis is een geslacht van vlinders van de familie bloeddrupjes (Zygaenidae), uit de onderfamilie Chalcosiinae.

## Soorten
- C. melli Alberti, 1954
- C. quadriplaga (Hering, 1922)
- C. variata Swinhoe, 1894